# Kalawit
Kalawit is een gemeente in de Filipijnse provincie Zamboanga del Norte op het eiland Mindanao. Bij de laatste census in 2007 had de gemeente bijna 22 duizend inwoners.

## Geografie

### Bestuurlijke indeling
Kalawit is onderverdeeld in de volgende 14 barangays:
| - Batayan - Botong - Concepcion - Daniel Maing - Fatima - Gatas - Kalawit | - Marcelo - New Calamba - Palalian - Paraiso - Pianon - San Jose - Tugop |

## Demografie
Kalawit had bij de census van 2007 een inwoneraantal van 21.758 mensen. Dit zijn 386 mensen (1,8%) meer dan bij de vorige census van 2000. De gemiddelde jaarlijkse groei komt daarmee uit op 0,25%, hetgeen lager is dan het landelijk jaarlijks gemiddelde over deze periode (2,04%). Vergeleken met de census van 1995 is het aantal mensen met 4.406 (25,4%) toegenomen.

De bevolkingsdichtheid van Kalawit was ten tijde van de laatste census, met 21.758 inwoners op 217,89 km², 99,9 mensen per km².